# Europski sud
Europski sud (engl. Court of Justice) jedan je od sudova unutar Suda Europske unije, institucija Europske unije. Tumači odredbe osnivačkih ugovora i rješava sporove po tužbama država članica i građana čija su prava povrijeđena nekom od odluka tijela Unije. 
Europski sud je osnovan 1952. godine i ima sjedište u Luxembourgu.
Zbog preopterećenosti Suda EZ-a, 1988. godine osnovan je Prvostupanjski sud Europskih zajednica (danas Opći sud). Sve do Ugovora iz Nice 2001. godine, ovaj je Sud djelovao kao pridruženo tijelo Europskog suda, a ne kao zaseban sud.

## Sastav
Europski sud sastoji se od po jednog suca iz svake države članice (dakle 27) i sedam općih pravobranitelja (engl. Advocates General). Suce i nezavisne odvjetnike imenuju vlade država članica zajedničkom suglasnošću na razdoblje od šest godina, nakon savjetovanja sa Savjetodavnim odborom, iz redova osoba čija je neovisnost neupitna i koji ispunjavaju uvjete koji se u njihovim zemljama zahtijevaju za obavljanje najviših sudačkih dužnosti ili koji su priznati pravni stručnjaci. Suci i nezavisni odvjetnici kojima je istekla dužnost mogu biti ponovno imenovani. Svake tri godine provodi se djelomična zamjena sudaca i nezavisnih odvjetnika.
Savjetodavni odbor za davanje mišljenja o prikladnosti kandidata za obnašanje dužnosti suca i nezavisnog odvjetnika Suda i Općeg suda uveden je Lisabonskim ugovorom (članak 255. UFEU). Odbor se sastoji od sedam osoba izabranih iz redova bivših članova Suda i Općeg suda, članova nacionalnih vrhovnih sudova i priznatih odvjetnika, od kojih jednoga predlaže Europski parlament. Vijeće EU donosi odluku o utvrđivanju pravila rada odbora i odluku o imenovanju njegovih članova. Ono odlučuje na inicijativu predsjednika Europskog suda.
Specifičnost suda je djelovanje nezavisnih odvjetnika. Dužnost je nezavisnog odvjetnika, djelujući posve nepristrano i neovisno, na javnoj raspravi iznositi obrazložene prijedloge odluka u predmetima u kojima se u skladu sa Statutom Suda Europske unije zahtijeva njegovo sudjelovanje. Sudu pomaže osam nezavisnih odvjetnika, od tog po jedan uvijek iz Francuske, Njemačke, Velike Britanije, Italije i Španjolske. Preostalih tri rotiraju prema abecednom redu iz preostalih 23 država članica. Na zahtjev Europskog suda, Vijeće EU može, odlučujući jednoglasno, povećati broj nezavisnih odvjetnika.
Sud zasjeda u sudskim vijećima (od tri i pet sudaca) ili u velikom vijeću (13 sudaca) u skladu s pravilima koja su u tu svrhu utvrđena u Statutu Suda Europske unije. Kada je to u skladu sa Statutom, Sud može zasjedati i u punom sastavu.
Sud ima Tajnika (engl. Registrar), koji je na čelu Tajništva (engl. Registry).

### Popis predsjednika Europskog suda
Suci iz vlastitih redova biraju predsjednika Suda na razdoblje od tri godine i može biti ponovno izabran. Predsjednik usmjerava rad Suda i predsjedava sjednicama Velikog vijeća i Suda u punom sastavu.
| # | Mandatno razdoblje                              | Predsjednik                   | Država                 |
| --- | ----------------------------------------------- | ----------------------------- | ---------------------- |
| | 1952. – 1958.                                   | Massimo Pilotti               | Italija                |
| 1. | 1958. – 1964.                                   | Andreas Matthias Donner       | Nizozemska             |
| 2. | 1964. – 1967.                                   | Charles Léon Hammes           | Luksemburg             |
| 3. | 1967. – 1976.                                   | Robert Lecourt                | Francuska              |
| 4. | 1976. – 1980.                                   | Hans Kutscher                 | Njemačka               |
| 5. | 1980. – 1984.                                   | Josse Mertens de Wilmars      | Belgija                |
| 6. | 1984. – 1988.                                   | John Mackenzie-Stuart         | Ujedinjeno Kraljevstvo |
| 7. | 1988. – 1994.                                   | Ole Due                       | Danska                 |
| 8. | 1994. – 2003.                                   | Gil Carlos Rodriguez Iglesias | Španjolska             |
| 9. | 2003. – 2015.                                   | Vassilios Skouris             | Grčka                  |
| 9. | 2015. – danas mandat istječe 6. listopada 2021. | Koen Lenaerts                 | Belgija                |
| Izvori: Predsjednici Suda. European NAvigator. Inačica izvorne stranice arhivirana 7. lipnja 2011. Pristupljeno 21. veljače 2012. |                                                 |                               |                        |

## Nadležnost
Najvažniji postupci pred Europskim sudom:

### Tužbe zbog propusta
Tužba je uređena člankom 265. Ugovora o funkcioniranju Europske unije. Države članica ili institucije Europske unije, a tu se ubrajaju i tijela, uredi i agencije Europske unije, mogu podići tužbe protiv drugih institucija ako utvrde da su one propustile dijelova u skladu s odredbama Ugovora odnosno zbog propusta da donese akt koji je bila obavezna donijeti. Tužba je dozvoljena ako je institucija prethodno bila pozvana da donese sporni akt. U ovom postup nadležnost ima Opći sud dok je žalbena nadležnost pripada Sudu.

### Prethodni postupak
Prethodni postupak je postupak koji pred Sudom pokreće nacionalni sud pred kojim se neko pitanje europskoga prava pojavi kao relevantno za odlučivanje u predmetu. Na taj se način u pravnom sustavu EU osigurava ujednačenost prava. Postupak se u praksi pokazao iznimno važnim, i upravo je u tom postupku Europski sud razvio neka temeljna načela prava EU, kao što su načelo nadređenosti i načelo izravnog učinka. Nacionalni sudovi su vezani značenjem odgovora Europskog suda te obvezuje sve sudove u hijerarhiji. Tumačenje Europskog suda u vezi određenog pitanja djeluje i erga omnes.
Prema članku 267. TFEU, Europski sud je nadležan odlučivati o prethodnim pitanjima koja se tiču:
- tumačenja Ugovorâ;
- valjanosti i tumačenja akata institucija, tijela, ureda ili agencija Unije.

Ako se takvo pitanje pojavi pred bilo kojim sudom države članice, taj sud može, ako smatra da je odluka o tom pitanju potrebna da bi mogao donijeti presudu, zatražiti od Suda da o tome odluči. Ako se takvo pitanje pojavi u predmetu koji je u tijeku pred sudom neke države članice, protiv čijih odluka prema nacionalnom pravu nema pravnog lijeka, taj je sud dužan uputiti to pitanje
Sudu.

## Vanjske poveznice
- Službene stranice Europskog suda